# Georges Maspero
René Gaston Georges Maspero (Párizs, 1872. augusztus 21. – Saint-Tropez, 1942. szeptember 21.) francia, sinológus, az egyiptológus Gaston Maspero fia és a világhírű sinológus, Henri Maspero féltestvére.

## Élete, munkássága

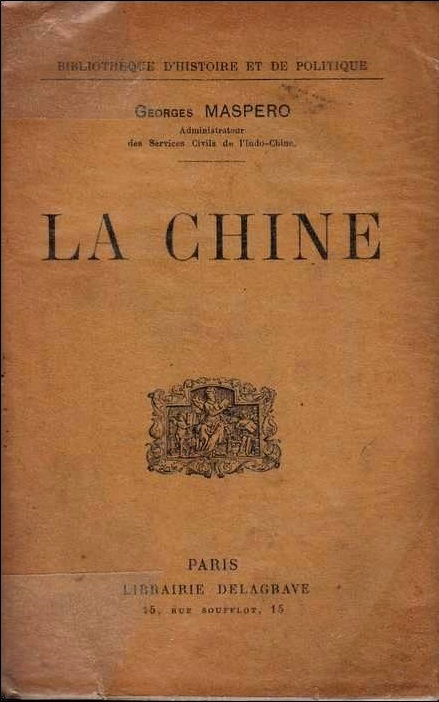
Georges Maspero La Chine című műve (1918)

Georges Maspero Indokína francia kormányzója volt. 1920-ban Kambodzsában Hải Phòng polgármestereként tevékenykedett. Egyike az École française d’Extrême-Orient alapítóinak. Tudományos munkássága nem túl jelentős, de ő volt a féltestvére a 11 évvel fiatalabb Henri Masperónak.

## Főbb művei
- Tableau chronologique des souverains de l'Annam, E. J. Brill, 1894
- Starynna istorii︠a︡ skhidnïkh narodiv, Volume 1, Nakl. Ukraïnsʹko-rusʹkoï vydavnychoï spilky, 1905
- Grammaire de la langue k̲hmère (cambodgien), Imprimetie Nationale, 1915
- La Chine, Delagrave, 1918
- Le Royaume de Champa, G. Van Oest, 1928
- Un empire colonial français, l'Indochine, G. Van Oest, 1929

## Fordítás
- Ez a szócikk részben vagy egészben  a   Georges Maspero című francia Wikipédia-szócikk ezen változatának fordításán alapul.  Az eredeti cikk szerkesztőit annak laptörténete sorolja fel. Ez a jelzés csupán a megfogalmazás eredetét és a szerzői jogokat jelzi, nem szolgál a cikkben szereplő információk forrásmegjelöléseként.